# Tomislav Kiš
Tomislav Kiš (ur. 4 kwietnia 1994 w Zagrzebiu) – chorwacki piłkarz występujący na pozycji napastnika w Seongnam FC, do którego jest wypożyczony z litewskiego klubu FK Žalgiris Wilno.

## Kariera klubowa

### Kariera juniorska i Hajduk
Kiš jako junior, uczył się piłkarskiego fachu w chorwackich klubach. Reprezentował kolejno NK Dubravę, Dinamo Zagrzeb, Croatię Sesvete oraz Hajduka Split. W Prvej HNL za Kadete (1. HNL do lat 17.) był jej najlepszym strzelcem w sezonie 2010/2011, kiedy to reprezentował Croatię Sesvete. Zdobył 27 bramki w 26 meczach. Po tym wyczynie przeszedł do juniorskiej drużyny Hajduka dla której zdołał strzelić 11 goli, dzięki czemu w styczniu 2012 został włączony do pierwszej drużyny Hajduka, prowadzonej przez bułgarskiego szkoleniowca Krasimira Bałykowa. W drużynie ze Splitu zadebiutował 2 marca 2012 wchodząc z ławki w 77. minucie, za strzelca dwóch bramek Anasa Sharbiniego, w wyjazdowym, wygranym 2:4 meczu 20. kolejki Prvej HNL 2011/2012 z NK Zagreb. Debiutancką bramkę dla Hajduka, a jednocześnie pierwszą w seniorskiej karierze, strzelił 3 listopada 2012 w domowym, wygranym 3:0 meczu 14. kolejki następnego sezonu, z NK Zadar.

### Wypożyczenia do niższych lig i zagranicę

#### NK Dugopolje
Z powodu małej liczby występów Kiš poprosił o wypożyczenie. W styczniu 2014 trafił do grającego w 2. HNL klubu NK Dugopolje. Dla klubu z miasta położonego nieopodal Splitu, zadebiutował 28 lutego 2014 w wyjazdowym, przegranym 2:1 meczu 19. kolejki z Interem Zaprešić, w którym zdobył również bramkę. Również w kolejnej kolejce udało mu się strzelić gola. W 21. kolejce w spotkaniu z NK Zeliną zdobył dwie bramki i został wybrany najlepszym graczem meczu. Ostatni mecz dla NK Dugopolje rozegrał 19 marca 2014 z NK Rudeš. W tym meczu doznał kontuzji i nie zdołał już wrócić do składu.

#### HNK Gorica
W pierwszej części sezonu 2014/2015 został wypożyczony do HNK Goricy. Dla Byków zadebiutował 15 sierpnia 2014 w domowym, wygranym 2:0 spotkaniu 1. kolejki 2. HNL z NK Bistra, w którym zdobył dwie bramki. Klub z Velikej Goricy zakończył rozgrywki ostatecznie na 3. miejscu, tracąc 2 punkty do drugiej lokaty, umożliwiającej rozegranie dwu-meczowego barażu o pierwszą ligę, a Kiš był najlepszym strzelcem drużyny w sezonie, mimo iż rozegrał w klubie tylko jedną rundę.

#### NK Zavrč
Na drugą część sezonu 2014/2015 Hajduk wypożyczył Kiša do słoweńskiego klubu NK Zavrč. Był to pierwszy zagraniczny klub w karierze zawodnika. Zadebiutował 1 marca 2015 w wyjazdowym, przegranym 3:0 meczu 22. kolejki 1. SNL z NK Krka. Dla słoweńskiego klubu pierwszą bramkę zdobył 7 marca 2015, w 1. minucie domowego, wygranego 2:1 meczu z FC Koper. Łącznie rozegrał 14 meczów w których strzelił 6 goli.

#### Powrót do Hajduka
Na sezon 2015/2016 powrócił do Hajduka. Rozegrał w nim 6 spotkań w którym strzelił 2 bramki. 26 lipca 2015 w 3. kolejce, w meczu z Istrą 1961 oraz 10 sierpnia 2015 w 5. kolejce w spotkaniu z Lokomotivą.

### KV Kortrijk
29 sierpnia 2015 zawodnik ogłosił, że opuści Hajduka, ze względu na niezadowolenie z kontraktu, ze swojej pozycji w zespole oraz małej liczby rozegranych minut. Kiš dołączył do belgijskiego klubu KV Kortrijk, który kupił go za £100.000. Dla De Kerels zadebiutował 12 września 2015 w domowym, zremisowanym 0:0 meczu z Oud-Heverlee Leuven. Debiutancką bramkę w Belgii zdobył 23 września 2015, w domowym meczu pucharu Belgii z klubem K. Olsa Brakel. Pierwszą bramkę w Eerste klasse strzelił 3 października 2015 w wyjazdowym, zremisowanym 1:1 spotkaniu 10. kolejki z KVC Westerlo. Dla KV Kortrijk rozegrał 19 spotkań, w których zdobył 3 bramki.

### Cercle Brugge
Na następny sezon Kiš został wypożyczony, do grającego ligę niżej, Cercle Brugge. Dla Czarno-Zielonych zadebiutował 14 sierpnia 2016 w wyjazdowym, przegranym 2:0 meczu 2. kolejki z Lierse SK. Pierwszą bramkę dla Cercle zdobył 21 sierpnia 2015, w domowym, wygranym 4:1 meczu następnej kolejki z AFC Tubize. Łącznie w barwach klubu z Brugii rozegrał 26 meczów, w których strzelił 10 goli.

### Szachcior Soligorsk
24 lipca 2017 podpisał 1,5-roczny kontrakt z białoruskim Szachciorem. Dla Kanarków zadebiutował 30 lipca 2017 w domowym, wygranym 4:0 meczu 16. kolejki Wyszejszajej lihi z FK Haradzieją. Pierwszą bramkę na Białorusi strzelił 13 sierpnia 2017 w domowym, wygranym 3:0 meczu 18. kolejki z FK Mińsk. W swoim pierwszym sezonie był głównie zmiennikiem, natomiast następny rozpoczął jako podstawowy zawodnik. Od lipca 2018 nie grał z powodu kontuzji. We wrześniu 2018 za porozumieniem stron rozwiązał kontrakt z Szachciorem. Dla białoruskiego klubu rozegrał 24 mecze, w których zdobył 6 bramek.

### Powrót do Dugopolja
W październiku 2018 powrócił do Chorwacji, dołączając do składu drugoligowego NK Dugopolje. Dla Dugopolja zagrał ponownie 13 października 2018 w wyjazdowym, wygranym 1:2 meczu 8. kolejki z Hrvatskim Dragovoljacem. W swoim drugim podejściu do klubu z Dugopolja rozegrał jedynie 6 spotkań w których strzelił jedną bramkę. Zdobył ją 24 listopada 2018 w domowym, wygranym 1:0 meczu z HNK Šibenik.

### Žalgiris Wilno
W grudniu 2018 podpisał kontrakt z litewskim Žalgirisem. W wileńskim klubie zadebiutował 3 marca 2019, podczas domowego, wygranego 5:1 meczu z FK Palangą. W tym meczu zdobył również 2 bramki. Z 22 bramkami został królem strzelców A Lygi.

### Wypożyczenie do Seongnam FC
W styczniu 2020 został wypożyczony na cały sezon do południowokoreańskiego klubu Seongnam FC, z możliwością pierwokupu. Dla klubu z miasta położonego nieopodal Seulu zadebiutował 23 maja 2020 zmieniając w 72. minucie doświadczonego napastnika, Yang Dong-hyena podczas wyjazdowego, zremisowanego 1:1 meczu 3. kolejki K-League z Gangwon FC. Swojego pierwszego gola w nowych barwach, a przy okazji jedynego w meczu, zdobył już w następnej kolejce, 31 maja 2020 w 89. minucie wyjazdowego, wygranego 0:1 meczu z FC Seoul, podczas którego pojawił się na boisku w 86. minucie, za pomocnika Choi Oh-baeka.

## Kariera reprezentacyjna
Kiš był członkiem reprezentacji Chorwacji do lat 19. w pierwszej rundzie kwalifikacyjnej do Mistrzostw Europy w piłce nożnej do lat 19. w 2013, gdzie strzelił sześć goli w trzech meczach. W ostatnim meczu z Azerbejdżanem podwyższył swój dorobek bramkowy, bo strzelił pięć razy w wygranym 7:1 meczu.

## Sukcesy

### Zespołowe
Hajduk Split
- wicemistrzostwo Chorwacji: 2011/12
- Puchar Chorwacji: 2012/13

Žalgiris Wilno
- wicemistrzostwo Litwy: 2019

### Indywidualne
- król strzelców A lygi: 2019 (27 goli)